# Локар, Эдмон
Эдмо́н Лока́р (13 декабря 1877 — 4 мая 1966, фр. Edmond Locard) — французский эксперт, который со временем прославился как «французский Шерлок Холмс». Он сформулировал основной принцип криминалистики: «Каждый контакт оставляет след». Такой подход получил известность как «локаровский принцип обмена».
Локар изучал медицину и право в Лионе, в конечном счёте стал помощником Александра Лакассаня, криминалиста и преподавателя. Занимал этот пост до 1910 года, пока не приступил к созданию собственной лаборатории по изучению преступлений. Он сумел убедить полицейское управление Лиона выделить ему две комнаты на чердаке и двух помощников, чтобы основать то, что стало первой полицейской лабораторией в мире.
В 1918 году Локар развил 12 идей соответствия для идентификации отпечатков пальцев. 
Молодой Жорж Сименон, позже ставший известным детективным писателем, посетил некоторые лекции Локара в 1919 или 1920 году.
Эдмон Локар является автором монументального семитомного Трактата по криминалистике —Traité de Criminalistique (1931—1940), который был издан в переводе на русский язык (в сокращении) под заглавием «Руководство по криминалистике» в Москве в 1941-м. Помимо этого фундаментального труда ему принадлежит ряд других книг по криминалистике. 
Эдмон Локар продолжал свои исследования до самой смерти в 1966 году.
Его сын Жак (1914—1952) был профессором в Национальной полицейской академии Франции, дочь Дениза (1917—2016) известна, в частности, тем, что выступала инициатором введения в школах сексуального просвещения (полового воспитания).